# Broussaï
 (mai 2020).
Si vous disposez d'ouvrages ou d'articles de référence ou si vous connaissez des sites web de qualité traitant du thème abordé ici, merci de compléter l'article en donnant les références utiles à sa vérifiabilité et en les liant à la section « Notes et références ».
Broussaï est un groupe de reggae français créé en 2000 à Mâcon.

## Présentation
Actif depuis 20 ans, Broussaï est composé de 7 musiciens. Ses musiques sont principalement chanté en français par Karma (Eric Waguet) et Tchong Libo (Alexandre Biol). 
Au cours de leur carrière, le groupe s'est produit dans de nombreux pays de Paris à Montréal en passant par Kingston pour un total de plus de 700 dates.
En 2010, le groupe sort l'album studio Perspectives qui est élu meilleur album reggae français en 2010. Début 2012 ils vont jusqu'en Jamaïque pour enregistrer leur quatrième album au studio Harry J de Kingston. Ce déplacement sera aussi l'occasion de se produire pour la télévision nationale TVJ. Broussaï devient alors le premier groupe français à passer à la télévision jamaïcaine[réf. nécessaire]. L'album Kingston Town est élu meilleur album reggae français aux victoires du reggae 2013[réf. nécessaire].
Le groupe publie In the Street le 26 février 2015. La sortie de l'album est accompagné d'une tournée de concerts dans toute la France[réf. nécessaire].
Alors que Tchong Libo a sorti son premier album solo "Influence" en 2014, Karma annonce courant 2016 sur les réseaux sociaux le début de l'enregistrement du sien[réf. nécessaire].
Après une longue absence, Broussaï revient début 2019 avec le titre "Ne Regrette Rien" (diffusé en clip vidéo), 1er extrait de leur nouvel album intitulé Une seule adresse qui paraît le 5 avril 2019. Le groupe a annoncé les 12 premières dates (du 30 mars à Mont-de-Marsan au 14 juin à Saint-Chamond en passant le 26 avril par Mâcon, leur ville d'origine) d'une tournée de concerts dans toute la France en soutien à l'album[réf. nécessaire].
Une tournée 2021 de 13 concerts (en  12 dates et dans 11 lieux différents) est programmée du 19 mars à Mâcon au 3 décembre à Clermont-Ferrand (à la Coopérative de Mai) incluant trois shows acoustiques à domicile : un show le 19 mars et deux shows le 20 mars à 17h et 21h à la salle mâconnaise la Cave à Musique. Elle passe notamment par plusieurs festivals printaniers, estivaux et automnaux : au printemps, le Festival de La Meuh Folle le 9 avril à Méjannes-lès-Alès et le Fresn'stival (au parc du Fresne) le 12 juin à Savennières; à l'été, le Festival Megascène le 3 juillet à Saint-Colomban, le Summer Vibration Festival le 22 juillet à Sélestat et le Flo'Stival le 6 août à Florentin-la-Capelle; à l'automne, la fête Les Sarmentelles le 18 novembre à Beaujeu.

## Membres du groupe
- Eric Waguet, alias Éric Arma : chant
- Alexandre Biol, alias Tchong Libo : chant
- Reynald Litaudon : basse
- Philippe Godzala : guitare
- Kostio Delaunay, alias Massa Koss : platines, chœurs
- Yvan Boucheras : claviers
- Shan Lotchi : batterie